# Cratere Parvina
Parvina  è un cratere sulla superficie di Venere.